# René Haller
René Daniel Haller (ur. 18 grudnia 1933 w Lenzburgu) – szwajcarski przyrodnik, z wykształcenia architekt krajobrazu i ogrodnik.
W 1956 przyjechał do Tanzanii, pracować na plantacji kawy na Kilimandżaro. W 1959 został zatrudniony przez Bamburi Cement w Kenii do nadzorowania plantacji warzyw i owoców przeznaczonych dla robotników.

## Haller Park
W 1970 Bamburi Cement na jego wniosek, powierzyła mu prace nad rewitalizacją dawnego kamieniołomu niedaleko Mombasy. Haller zaczął w 1971, od posadzenia na terenie kamieniołomu sadzonek 26 gatunków z których tylko 3 przetrwały kilka miesięcy. Wybrano pochodzącą z Australii rzewnię jako najlepszą, i wszczepiono do gleby bakterie azotowe dla wspomożenia wzrostu. Następnie do systemu wprowadzono krocionogi, które zjadając opadłe igły użyźniały swymi odchodami glebę. Ekosystem szybko się rozwijał, wprowadzano miejscowe gatunki roślin i zwierząt. Teren został przekształcony w Haller Park.

## Działalność społeczna
Oprócz przywracania szaty roślinnej, w czasie rewitalizacji nieużytku pracowano też nad przywróceniem i rozwojem rolnictwa lokalnej społeczności. W 1977 Park był samowystarczalny ekonomicznie, czerpiąc dochody z akwakultury, pszczelarstwa i szkółkarstwa. 
W 1991 René Haller założył Baobab Trust - organizację non-profit, pracującą nad rozwojem lokalnej społeczności i zapewnieniem samowystarczalności żywnościowej oraz czystej wody. W 2004 był współzałożycielem Haller Foundation - fundacji zajmującej się edukacją lokalnej społeczności głównie w zakresie ekologicznego rolnictwa i zrównoważonego rozwoju.

## Nagrody[1]
- Global 500 Roll of Honour przyznana przez Program Środowiskowy Organizacji Narodów Zjednoczonych (1987)
- Nagroda Swiss Brandenberger (1991)
- Doktorat honoris causa Uniwersytetu w Bazylei (1991)